# Bel Powley
Pour les articles homonymes, voir Powley.
Isobel "Bel" Powley, née le 7 mars 1992 à Hammersmith dans le Grand Londres, est une actrice britannique.

## Biographie
Isobel Powley est née le 7 mars 1992 à Hammersmith, Angleterre. Son père, Mark Powley est acteur. Sa mère, Janis Jaffa est directrice de casting. Elle a une sœur Honor Powley.
Elle a étudié à Holland Park School à Londres.

### Vie privée
Depuis juillet 2016, elle est en couple avec l'acteur britannique Douglas Booth, rencontré sur le tournage de Mary Shelley.

## Carrière
Bel Powley débute en 2007 dans les séries The Whistleblowers et M.I. High. L'année suivante, elle tourne dans The Bill et La Petite Dorrit.
En 2009, elle joue dans la mini-série Murderland avec Robbie Coltrane.
Elle revient en 2013 et fait ses premiers pas au cinéma dans le documentaire Side by Side de Christopher Kenneally.
En 2015, elle tient le rôle principal dans le film américain de Marielle Heller, The Diary of a Teenage Girl, et joue dans les films Equals de Drake Doremus et A Royal Night Out de Julian Jarrold.
En 2017, elle joue dans Mary Shelley de Haifaa al-Mansour avec Elle Fanning. L'année suivante, elle est le rôle principal du film Wildling de Fritz Böhm et joue dans Ashes in the Snow de Marius A. Markevicius avec Sophie Cookson. Par ailleurs, elle tourne dans la série Informer aux côtés de Paddy Considine.
En 2019, elle joue sous la direction du Français Yann Demange dans Undercover : Une histoire vraie avec Matthew McConaughey. Cette même année, elle est présente dans la série américaine The Morning Show.
En 2020, elle tourne dans la comédie de Judd Apatow The King of Staten Island.
En 2022, elle tient l'un des rôles principaux de la série télévisée Everything I Know About Love de BBC.

## Filmographie

### Cinéma

#### Longs métrages
- 2013 : Side by Side de Christopher Kenneally : Lauren Buckle
- 2015 : The Diary of a Teenage Girl de Marielle Heller : Minnie
- 2015 : Equals de Drake Doremus : Rachel
- 2015 : A Royal Night Out de Julian Jarrold : Princesse Margaret du Royaume-Uni
- 2016 : Carrie Pilby de Susan Johnson : Carrie Pilby
- 2016 : Detour de Christopher Smith : Cherry
- 2017 : Mary Shelley d'Haifaa al-Mansour : Claire Clairmont
- 2018 : Wildling de Fritz Böhm : Anna
- 2018 : Ashes in the Snow de Marius A. Markevicius : Lina
- 2019 : Undercover : Une histoire vraie (White Boy Rick) de Yann Demange : Dawn Wershe
- 2020 : The King of Staten Island de Judd Apatow : Kesley
- 2024 : Turn me on de Michael Tyburski : Joy

#### Courts métrages
- 2017 : Pipe Dreams de Christabel Jarrold : Helen (voix)
- 2019 : Stucco de Janina Gavankar et Russo Schelling : Q

### Télévision

#### Séries télévisées
- 2007 : The Whistleblowers : Emma Clayson
- 2007 - 2008 : M.I. High : Daisy Millar
- 2008 : The Bill : Becky Cooper
- 2008 : La Petite Dorrit (Little Dorrit) : une fille
- 2009 : Murderland : Carrie Walsh
- 2014 : Benidorm : Bianca Dyke
- 2016 : Revolting Rhymes : Cindy
- 2018 : Informer : Holly Morten
- 2019 : The Morning Show : Claire Conway
- 2019 - 2020 : Moominvalley : My (voix)
- 2022 : Everything I Know About Love : Birdy
- 2023 : Une lueur d'espoir (A Small Light) : Miep Gies
- 2024 : Masters of the Air : Sandra Wingate
- 2027 : Harry Potter (série télévisée) : Pétunia Dursley

#### Téléfilms
- 2009 : Mid Life Christmas de Tony Dow : une adolescente de Cranchesterford
- 2011 : Un bungalow pour six (The Cabin) de Brian Trenchard-Smith : Sydney

## Nominations
- 2016 : Rising Star Awards .